# Липецька кондитерська фабрика «Рошен»
ТОВ "Липецька кондитерська фабрика «Рошен» (рос. ОАО «Липецкая кондитерская фабрика «Рошен») — кондитерська фабрика в російському місті Липецьк, колишній підрозділ української корпорації «Рошен».

## Історія
Фабрика заснована у 1966 році як Липецький хлібозавод № 4. У 1976 році перейменована на булочно-кондитерський комбінат.
У 1986 році підприємство трансформовано на виробниче об'єднання «Липецьккондитерагропром», а в 1994 році стало акціонерним товариством і отримало назву «ЛИКОНФ».
У 2001 році фабрику придбала українська корпорація «Рошен», після чого вона отримала назву Липецька кондитерська фабрика «Рошен».

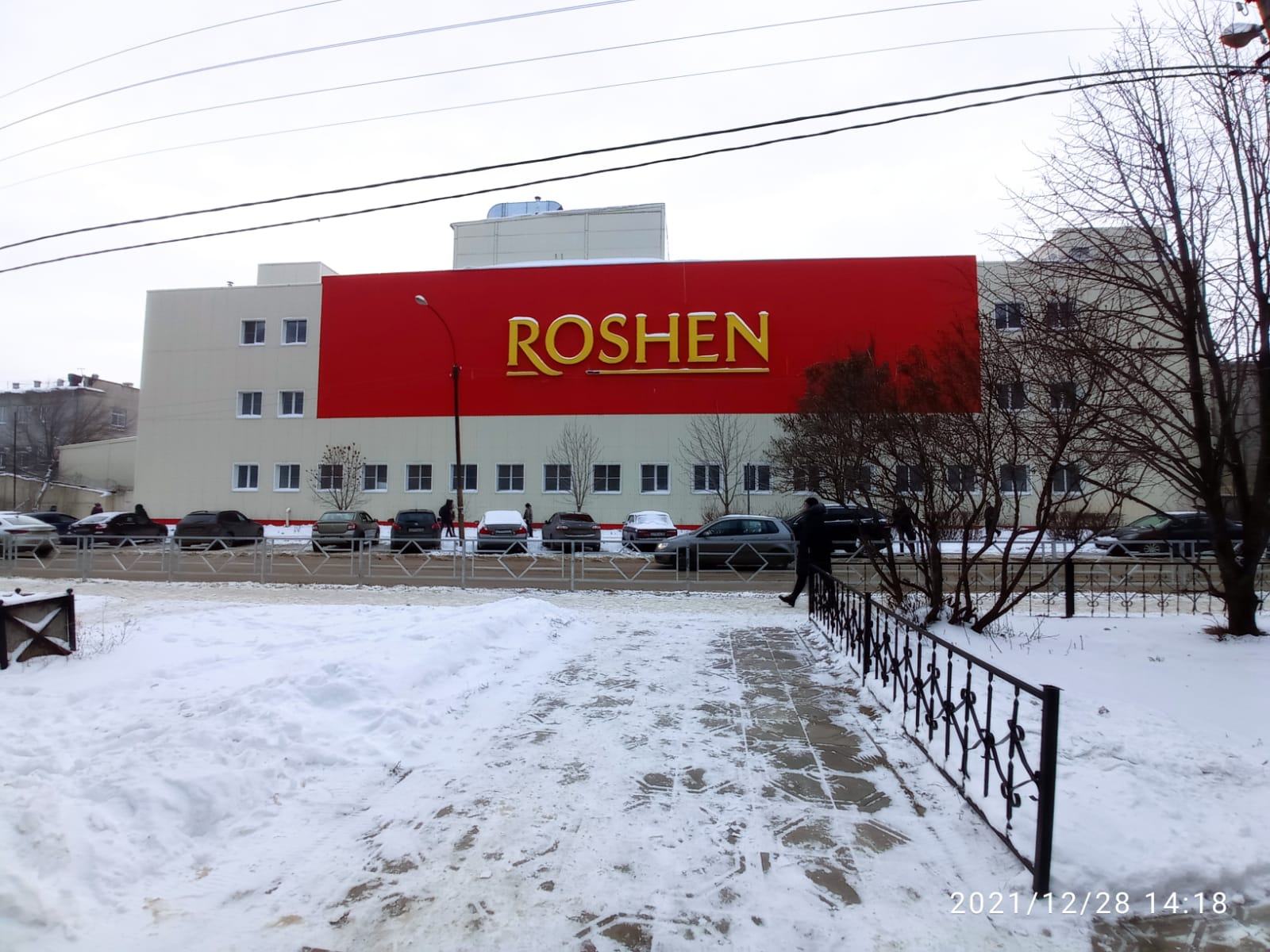
Будівля фабрики станом на грудень 2021 року

Протягом 2002—2004 років побудована та запущена друга виробнича лінія фабрики у селі Сенцово за 9 км від Липецька.
19 березня 2014 року роботу фабрик у Липецьку та Сенцово було призупинено через арешт в Росії коштів компанії «Рошен» та обшуки її офісних та виробничих приміщень.
16 квітня 2015 року Басманний районний суд міста Москви ухвалив постанову про стягнення з ВАТ «Липецька кондитерська фабрика „Рошен“» 180 млн рублів податкової заборгованості. 24 квітня 2015 року Головне слідче управління Слідчого комітету Російської Федерації на підставі цієї ухвали наклало арешт на майно Липецької фабрики. Загальна вартість заарештованого майна оцінюється в 2 млрд рублів.
19 квітня 2016 року Липецька фабрика «Рошен» сплатила 8 млн доларів США податків у скарбницю Російської Федерації.
20 січня 2017 року на офіційному сайті компанії, оголошено про закриття підрозділу «Рошен» у Липецькій області. Таке рішення ухвалено з економічних та політичних причин, — йдеться в офіційному повідомленні корпорації. Липецька фабрика «Рошен» зупинила свою роботу у квітні 2017 року, цукерки випускали аж до останнього робочого дня. Як повідомлялося неодноразово раніше, арешт майна Липецької кондитерської фабрики, накладений Слідчим комітетом Російської Федерації в рамках порушеної кримінальної справи, унеможливив продаж фабрики. Було звільнено 667 співробітників підприємства і до кінця 2017 року на фабриці залишились працювати 72 співробітники.
19 лютого 2024 року, Жовтневий районний суд Липецька взяв у власність російської держави акції колишньої Липецької кондитерської фабрики «Рошен» і статутний капітал у торговому підприємстві ТОВ «Рошен». «За рішенням суду, до доходу Російської Федерації повинні бути включені акції АТ Липецька кондитерська фабрика „Рошен“ та 94,9976 % часток у статутному капіталі ТОВ „Рошен“, що належать „Центрально-Європейській кондитерській компанії“, 5 % часток у статутному капіталі ТОВ „Рошен“, які належать Олегу Казакову», — йдеться у повідомленні Судової системи Липецької області РФ.